# Uromyces trifolii-repentis
Uromyces trifolii-repentis är en svampart som beskrevs av Liro 1906. Uromyces trifolii-repentis ingår i släktet Uromyces och familjen Pucciniaceae.  Utöver nominatformen finns också underarten fallens.